# Taigaboomkruiper
De taigaboomkruiper of kortsnavelboomkruiper (Certhia familiaris) is een zangvogel uit de familie van echte boomkruipers (Certhiidae). De wetenschappelijke naam van de soort werd in 1758 gepubliceerd door Carl Linnaeus. De naam 'familiaris' betekent 'vertrouwd' of 'bekend'.
In Nederland en Vlaanderen is de gewone boomkruiper de algemeenste soort, de taigaboomkruiper is daar veel zeldzamer. De verschillen tussen de twee soorten zijn klein. Het geluid van de taigaboomkruiper is anders, verder is de onderzijde lichter wit en de snavel is iets korter.

## Veldkenmerken
De taigaboomkruiper heeft witte flanken en wordt ongeveer 12,5 cm lang.

## Verspreiding en ondersoorten
De taigaboomkruiper komt voor in een uitgestrekt gebied in Eurazië tot en met Japan. Binnen dit enorme gebied worden 12 ondersoorten onderscheiden (zie tabel en kaartje). De ondersoorten in de Himalaya worden tegenwoordig vaak als aparte soort (Hodgsons boomkruiper; Certhia hodgsoni) beschouwd (magenta op het kaartje).
- C. f. familiaris; Scandinavië en Oost-Europa tot West Siberië
- C. f. britannica; Groot-Brittannië en Ierland
- C. f. macrodactyla; West-Europa
- C. f. corsa; Corsica
- C. f. daurica; Oost-Siberië, noordelijk Mongolië
- C. f. orientalis; Amoergebied, Noordoost-China en Korea
- C. f. japonica; Japan
- C. f. persica; De Krim en Turkije oostelijk tot Noord-Iran
- C. f. tianchanica; Noordwest-China en aangrenzend ex-Sovjet-Unie

- C. f. hodgsoni; Westelijk Himalayagebied van Kashmir
- C. f. mandellii; Oostelijk Himalayagebied van India, Nepal
- C. f. khamensis; China, Sichuan

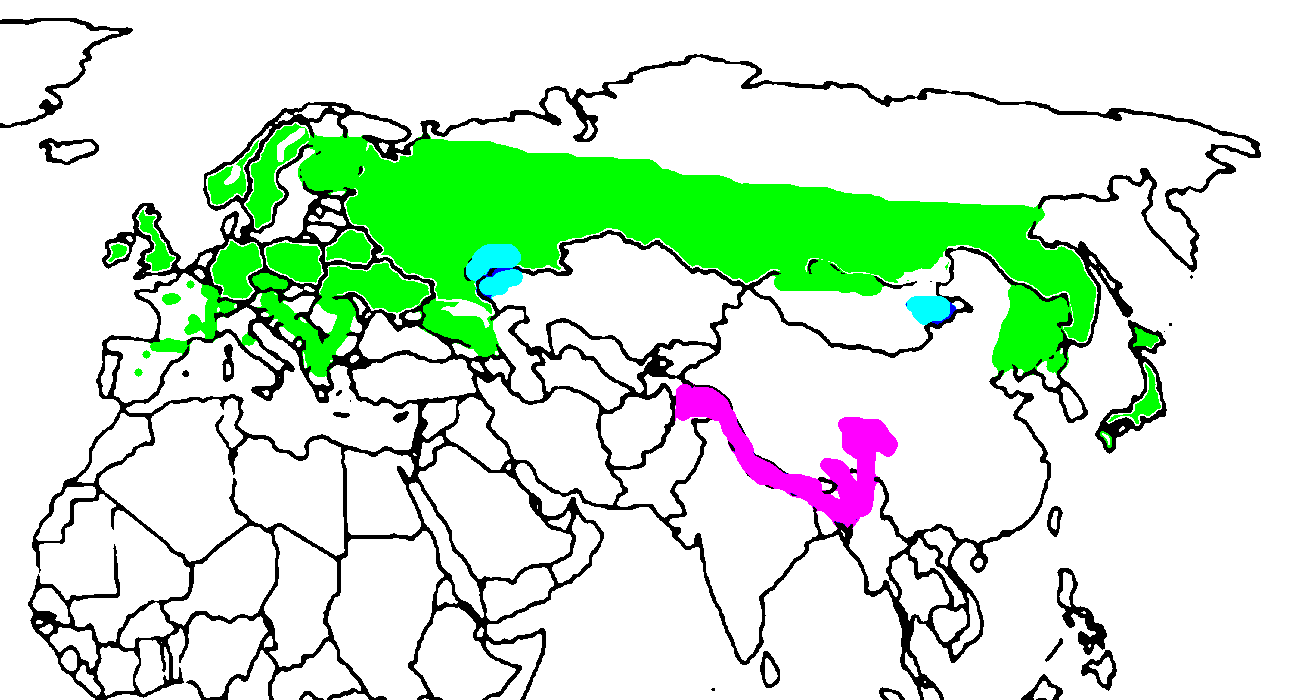
Verspreiding van de taigaboomkruiper
----
Certhia familiaris
permanent leefgebied (groen)
overwinteringsgebied (blauw)
----
Certhia hodgsoni
leefgebied (roze)

In Nederland komen twee ondersoorten voor: de taigaboomkruiper (C. f. familiaris) en de kortsnavelboomkruiper (C. f. macrodactyla). De taigaboomkruiper is een vogel die jaarlijks wordt waargenomen, vooral in Noord-Nederland (Waddeneilanden). Deze vogels zijn waarschijnlijk afkomstig uit Scandinavië, waar dit een vrij algemene bosvogel is. Er zijn tussen 1800 en 1994 140 bevestigde waarnemingen.
De andere ondersoort die voor het gemak maar de oude naam kortsnavelboomkruiper heeft gehouden, is een vrij zeldzame broedvogel. Dit werd in 1993 ontdekt. Toen waren er al 16 territoria met zingende kortsnavelboomkruipers in de bossen bij Vaals (Zuid-Limburg). Deze ondersoort is verder een niet zeldzame broedvogel in de bossen op hellingen in heuvelland van de Ardennen en in Duitsland en de rest van West-Europa. Het aantal broedparen in Nederland wordt nu geschat op 75 tot 100. Omdat de vogel als broedvogel kort geleden is aangetroffen, staat de kortsnavelboomkruiper als gevoelig op de Nederlandse rode lijst, maar ontbreekt op de Vlaamse rode lijst.